# STS-92
STS-92 byla mise amerického programu raketoplánů, konkrétně stroje Discovery v říjnu 2000. Byl to 100. start raketoplánu a 28. let stroje Discovery. Hlavním cílem letu byla doprava základní části příhradového nosníku Z1 k Mezinárodní vesmírné stanici. Uskutečnily se 4 výstupy do otevřeného vesmíru.

## Posádka
- Brian Duffy (4) – velitel
- Pamela A. Melroyová (1) – pilot
- Leroy Chiao (3) – letový specialista
- William S. McArthur (3) – letový specialista
- Peter J. K. Wisoff (4) – letový specialista
- Michael E. Lopez-Alegria (2) – letový specialista (CSA)
- Koichi Wakata (2) – letový specialista (JAXA)

(V závorkách je uveden dosavadní počet letů do vesmíru včetně této mise.)

## Výstupy do otevřeného vesmíru (EVA)
- EVA 1: 15. října 2000
- Trvání: 6 hodin 28 minut
- Kdo: Chiao a McArthur

- EVA 2: 16. října 2000
- Trvání: 7 hodin 07 minut
- Kdo: Lopez-Alegria a Wisoff

- EVA 3: 17. října 2000
- Trvání: 6 hodin 48 minut
- Kdo: Chiao a McArthur

- EVA 4: 18. října 2000
- Trvání: 6 hodin 56 minut
- Kdo: Lopez-Alegria a Wisoff